# Projecteur (physique statistique)
Pour les articles homonymes, voir Projecteur et Projection.
En physique statistique, le projecteur est un opérateur qui, à partir d'une séparation a priori des variables d'une fonction stochastique en plusieurs sous-espaces permet d'établir une nouvelle relation physique ne faisant intervenir que les variables choisies. Cette partition se base par exemple sur les temps caractéristiques associés à chacun des lots de variables en physique statistique classique.

## Projecteur en physique statistique classique
Soit un ensemble de N particules décrit par les 3N coordonnées généralisées {\displaystyle \mathbf {q} _{i}} et dont l'évolution est régie par un processus stochastique markovien caractérisé par la fonction de distribution {\displaystyle f(\mathbf {q} _{i},t)}. Cette fonction obéit à l'équation maîtresse
{\displaystyle {\frac {\partial }{\partial t}}f(\mathbf {q} _{i},t)=\Gamma f}
où {\displaystyle \Gamma } est un opérateur linéaire pouvant être par exemple l'opérateur de Liouville.
On souhaite effectuer une partition de l'ensemble de ces variables en ensembles de variables « lentes » {\displaystyle \mathbf {q} _{L}=(\mathbf {q} _{1}...\mathbf {q} _{m})} et « rapides » {\displaystyle \mathbf {q} _{R}=(\mathbf {q} _{m+1}...\mathbf {q} _{N})}, cette notion étant subordonnée à une connaissance a priori du système. Les variables lentes peuvent par exemple être définies comme celles qui correspondent aux grandes longueurs d'onde du développement en séries de Fourier d'une réalisation temporelle du processus étudié.
L'opérateur utilisé, noté {\displaystyle {\mathcal {P}}} est donné formellement par {\displaystyle g(\mathbf {q} _{L},\mathbf {q} _{R},t)={\mathcal {P}}f(\mathbf {q} ,t)}. En pratique on l'écrira
{\displaystyle g(\mathbf {q} _{L},\mathbf {q} _{R},t)=g_{L}(\mathbf {q} _{L},t)\phi (\mathbf {q} _{R})}
où
- {\displaystyle \phi (\mathbf {q} _{R})} est une distribution donnée a priori et pertinente pour le problème considéré, de moyenne nulle, par exemple un bruit blanc,
- {\displaystyle g_{L}(\mathbf {q} _{L},t)=\int \psi (\mathbf {q} _{R})f(\mathbf {q} _{L},\mathbf {q} _{R},t)\mathrm {d} \mathbf {q} _{R}} est une fonction donnée qui satisfait à l'égalité suivante (produit scalaire)

{\displaystyle \int \psi (\mathbf {q} _{R})\phi (\mathbf {q} _{R})\mathrm {d} \mathbf {q} _{R}=1}
Si l'on peut séparer les deux catégories de variables en termes de temps caractéristiques on montre que {\displaystyle {\mathcal {P}}} est un projecteur au sens mathématique et que l'on peut projeter l'équation maîtresse dans de domaine lent. On obtient aux temps longs (lorsque la condition initiale est oubliée)
{\displaystyle {\frac {\partial }{\partial t}}\,g(\mathbf {q} _{L},t)=\Gamma _{L}\,g}

## Exemple du mouvement brownien
Le mouvement brownien se définit comme le mouvement stochastique d'une particule de faible dimension et de masse m dans un fluide. Il résulte du mouvement des molécules interagissant entre elles et avec la particule. Il peut être représenté par l'équation de Langevin qui est une équation stochastique portant sur les variables aléatoires vitesse u et position x, évidemment liée à la vitesse par {\displaystyle u={\frac {\mathrm {d} x}{\mathrm {d} t}}}. On se placera en une dimension d'espace.
{\displaystyle {\frac {\mathrm {d} u}{\mathrm {d} t}}=-\gamma u+{\frac {F}{m}}}
γ caractérise le freinage moyen dû aux chocs avec les molécules environnantes et {\displaystyle F} est la force aléatoire de moyenne nulle résultant des chocs les plus importants, supposée représentée par un bruit blanc gaussien du fait qu'elle résulte d'un grand nombre de chocs (conséquence du théorème central limite).
Si de plus on suppose la particule en équilibre thermodynamique avec son bain
{\displaystyle m\langle u^{2}\rangle =kT}
On peut également représenter le mouvement brownien par la fonction de distribution f (x, u, t) donnant la probabilité de trouver la particule dans l'intervalle [ x , x + dx ], [ u , u + du ] à l'instant t. En utilisant le lemme d'Itō on peut écrire l'équation de f sous la forme d'une équation de Fokker-Planck appelée équation de Kramers
{\displaystyle {\frac {\partial }{\partial t}}f(x,u,t)=\underbrace {-u\,{\frac {\partial }{\partial x}}} _{\Lambda _{1}}f+\underbrace {\gamma {\frac {\partial }{\partial u}}\left(u+{\frac {kT}{m}}{\frac {\partial }{\partial u}}\right)} _{\Lambda _{0}}f=\Lambda f}
La solution stationnaire de cette équation est une distribution maxwellienne
{\displaystyle f_{eq}\,(x,u,t)=f_{eq}\,(u)={\sqrt {\frac {m}{2\pi kT}}}e^{-{\frac {mu^{2}}{2kT}}}}
On définit le projecteur {\displaystyle {\mathcal {P}}} tel que
{\displaystyle g(x,u,t)={\mathcal {P}}f(x,u,t)=f_{eq}(u)\int _{-\infty }^{\infty }f(x,u,t)\mathrm {d} u=f_{eq}(u)\,{\overline {g}}(x,t)}
La fonction {\displaystyle {\overline {g}}(x,t)} est supposée varier lentement dans le milieu : on va chercher à la séparer de {\displaystyle f_{eq}(u)}.
Le projecteur {\displaystyle {\mathcal {P}}} satisfait
{\displaystyle \Lambda _{0}{\mathcal {P}}=0\,,\;\;\;\;\;{\mathcal {P}}\Lambda _{0}=0\,,\;\;\;\;\;{\mathcal {P}}\Lambda _{1}{\mathcal {P}}f=0}
En appliquant la technique générale décrite dans l'encadré ci-dessus on obtient
{\displaystyle {\frac {\partial }{\partial t}}{\overline {g}}(x,t)={\frac {\partial }{\partial x}}\left({\frac {kT}{m\gamma }}{\frac {\partial }{\partial x}}\right){\overline {g}}(x,t)+\int _{-\infty }^{\infty }\Lambda _{1}e^{{\mathcal {P}}\Lambda (t-t_{0})}{\mathcal {P}}f_{0}\mathrm {d} u}
Le second terme de cette expression, provenant de la condition initiale f0, s'annule en temps long et il reste une simple équation de diffusion pour la variation spatio-temporelle dans le milieu.

### Ouvrages de référence
- Monique Jeanblanc et Thomas Simon, « Éléments de calcul stochastique »
- Noëlle Pottier, Physique statistique hors d'équilibre : processus irréversibles linéaires, Les Ulis/Paris, EDP Sciences/CNRS Éditions, 2007, 524 p. (ISBN 978-2-86883-934-3, lire en ligne)
- (en) Ryōgo Kubo, Morikazu Toda et Natsuki Hashitsume, Statistical Physics II : Nonequilibrium Statistical Mechanics, Springer Verlag, 1991, 279 p. (ISBN 978-3-642-58244-8, lire en ligne)
- Jérôme Beugnon, « Physique statistique quantique », 2016
- (en) Dimitrii Zubarev, Vladimir Morozov et Gerd Röpke, Statistical Mechanics of Nonequilibrium Processes : Relaxation and Hydrodynamic Processes, Academie Verlag, 1997